# Ilybius jaechi
Ilybius jaechi är en skalbaggsart som först beskrevs av Hans Fery och Nilsson 1993.  Ilybius jaechi ingår i släktet Ilybius och familjen dykare. Inga underarter finns listade i Catalogue of Life.